# Новочорнорудська сільська рада
Новочорнорудська сільська рада — колишня адміністративно-територіальна одиниця та орган місцевого самоврядування у Ружинському районі Житомирської області України з адміністративним центром у с. Нова Чорнорудка.

## Населені пункти
Сільській раді були підпорядковані населені пункти:
- с. Нова Чорнорудка
- с-ще Звиняче

## Історія
Станом на 5 грудня 2001 року, відповідно до перепису населення України, кількість мешканців сільської ради становила 804 особи.

## Склад ради
Рада складалася з 12 депутатів та голови.

### Керівний склад сільської ради
| ПІБ                       | Основні відомості                                                             | Дата обрання | Дата звільнення |
| ------------------------- | ----------------------------------------------------------------------------- | ------------ | --------------- |
| Івасенко Володимир Якович | Сільський голова, 1955 року народження, освіта, безпартійний                  | 26.03.2006   | 31.10.2010      |
| Івасенко Володимир Якович | Сільський голова, 1955 року народження, освіта середня загальна, безпартійний | 31.10.2010   |                 |

Примітка: таблиця складена за даними джерела

## Історія
Утворена 25 квітня 1995 року як Жовтнева сільська рада, відповідно до рішення Житомирської обласної ради, в складі с. Жовтневе та селища Звиняче Чорнорудської сільської ради Ружинського району Житомирської області. 21 липня 2016 року, відповідно до рішення Житомирської обласної ради, сільську раду перейменовано на Новочорнорудську.
31 липня 2018 року територію та населені пункти ради велючено до складу новоствореної Вчорайшенської сільської територіальної громади Ружинського району Житомирської області.